# Quórum dos Setenta
O Quórum dos Setenta (ou Primeiro Quórum dos Setenta) é uma organização de A Igreja de Jesus Cristo dos Santos dos Últimos Dias. É o terceiro corpo presidente desta igreja. Está subordinado à Primeira Presidência e ao Quórum dos Doze.
Esse quórum deve ter no máximo 70 componentes. Os santos dos últimos dias clamam ser essa a mesma organização instituída por Jesus Cristo durante seu ministério na Palestina, quando chamou 70 homens para pregar o evangelho.
Na Bíblia: "Depois disto, o Senhor designou outros setenta; e os enviou de dois em dois, para que o precedessem em cada cidade e lugar onde ele estava para ir." (Bíblia | Evangelho de Lucas 10:1)
Em Doutrina e Convênios: "Os Setenta também são chamados para pregar o evangelho e ser testemunhas especiais junto aos gentios e em todo o mundo — diferindo assim dos outros oficiais da igreja nos deveres de seu chamado." (Doutrina e Convênios | Seção 107:25)
Com o crescimento da Igreja, foram criados mais de um Quórum de Setentas, havendo atualmente oito, sendo parte deles com componentes que servem exclusivamente à Igreja até o fim de suas vidas (Autoridades Eméritas), em outros Quóruns os membros servem temporariamente, podendo ser desobrigados após um tempo de serviço voluntário.
Cada Setenta tem o título de "Élder" (traduz-se presbítero ou ancião em português, mas a igreja usa a palavra elder para identificar esses oficiais). O termo Élder nada mais é do que uma referência ao ofício do Sacerdócio que portam. Servem em diversas partes do mundo, recebendo instruções do Quórum dos Doze Apóstolos e do Profeta (o Presidente da Igreja), repassando essas instruções às autoridades locais da Igreja (Presidentes de Estaca ou Distrito e Bispos ou Presidentes de Ramo).